# یواس‌اس ابوت (دی‌دی-۱۸۴)
یواس‌اس ابوت (دی‌دی-۱۸۴) (به انگلیسی: USS Abbot (DD-184)) یک کشتی بود که طول آن ۳۱۴ فوت ۴ اینچ (۹۵٫۸۱ متر) بود. این کشتی در سال ۱۹۱۸ ساخته شد.